# Jurginskoe
Jurginskoe (in russo Юргинское?) è un villaggio della Russia asiatica nell'oblast' di Tjumen'; è il centro amministrativo del rajon Jurginskij.
Si trova sulle rive del fiume Jurga (affluente del Tobol), 177 km a est-sud-est di Tjumen'.